# Roman Szłapa
Roman Szłapa (ur. 14 lipca 1895 w Głuchowie, zm. 1940 w Kijowie) – doktor praw, major audytor Wojska Polskiego, kawaler Orderu Wojskowego Virtuti Militari, ofiara zbrodni katyńskiej.

## Życiorys
Syn Antoniego i Apolonii z Bieniaszów. Ukończył gimnazjum, a następnie studia na Wydziale Prawa Uniwersytetu Jagiellońskiego. W czasie I wojny światowej walczył w szeregach cesarsko-królewskiej Obrony Krajowej. Na stopień podporucznika rezerwy został mianowany ze starszeństwem 1 stycznia 1917. Jego oddziałem macierzystym był pułk strzelców nr 34.
Po odzyskaniu przez Polskę niepodległości wstąpił do Wojska Polskiego. Został przydzielony do batalionu łańcuckiego i wziął udział w walkach podczas wojny polsko-ukraińskiej w stopniu porucznika. Następnie brał udział w wojnie polsko-bolszewickiej. Ze swoją jednostką został wcielony do 37 Łęczyckiego pułku piechoty w Kutnie, której był oficerem . Został awansowany do stopnia porucznika, a następnie do stopnia kapitana piechoty ze starszeństwem z dniem 1 czerwca 1919. W 1921 został odkomenderowany na studia, ukończył je w 1923 uzyskując tytuł doktora praw.
2 listopada 1923 roku został przydzielony do Wyższej Szkoły Intendentury w Warszawie, w charakterze słuchacza kursu normalnego 1923–1925. 4 października 1925 roku, po ukończeniu kursu, został przydzielony do Rejonowego Kierownictwa Intendentury Kalisz. Następnie został przeniesiony do korpusu oficerów intendentów w stopniu kapitana ze starszeństwem z dniem 1 czerwca 1919 roku i 33. lokatą. Pod koniec lat 20. został przydzielony do 7 batalionu administracyjnego w Poznaniu i został w nim kwatermistrzem. W 1928 roku został przeniesiony macierzyście do kadry oficerów służby intendentury z równoczesnym przydziałem do Wojskowego Sądu Okręgowego Nr VII w Poznaniu na okres sześciu miesięcy celem odbycia praktyki.
Po zakończeniu praktyki został przeniesiony do korpusu oficerów sądowych w stopniu kapitana ze starszeństwem z dniem 1 czerwca 1919 roku i przydzielony do Prokuratury przy Wojskowym Sądzie Okręgowym Nr VII na stanowisko asystenta. 7 lipca 1931 roku został mianowany podprokuratorem przy wojskowych sądach okręgowych z równoczesnym przesunięciem na stanowisko podprokuratora w Prokuraturze przy WSO VII. 12 marca 1933 roku został mianowany majorem ze starszeństwem z 1 stycznia 1933 roku i 1. lokatą w korpusie oficerów sądowych. 31 sierpnia 1935 roku Prezydent RP zwolnił go ze stanowiska podprokuratora przy wojskowych sądach okręgowych i mianował sędzią orzekającym w wojskowych sądach okręgowych, a minister spraw wojskowych przeniósł do Wojskowego Sądu Okręgowego Nr IX w Brześciu na stanowisko sędziego orzekającego. Na tym stanowisku pozostał do 1939 roku.
Po wybuchu II wojny światowej i agresji ZSRR na Polskę z 17 września 1939 roku został aresztowany przez funkcjonariuszy NKWD obwodu rówieńskiego. Był przetrzymywany w Równem. 28 marca 1940 miał zostać wywieziony do więzienia w Dniepropietrowsku. Prawdopodobnie na wiosnę 1940 został zamordowany przez NKWD. Jego nazwisko figuruje na tzw. Ukraińskiej Liście Katyńskiej, opublikowanej w 1994 (został wymieniony na liście wywózkowej 42/129, oznaczony numerem 3299, jego tożsamość została podana jako Roman Szłaja). Ofiary z tej części zbrodni katyńskiej zostały pochowane na otwartym w 2012 Polskim Cmentarzu Wojennym w Kijowie-Bykowni.

## Ordery i odznaczenia
- Krzyż Srebrny Orderu Wojskowego Virtuti Militari (13 kwietnia 1921)[18]
- Krzyż Walecznych
- Złoty Krzyż Zasługi (25 maja 1939)[19][20]